# Rainer Bieli
Rainer Bieli (sinh ngày 22 tháng 2 năm 1979) là một cựu cầu thủ bóng đá đến từ Switzerland từng thi đấu ở vị trí tiền đạo cho FC Concordia Basel ở Giải bóng đá hạng nhất quốc gia Thụy Sĩ.